# Louis Vandenbergh
Louis Vandenbergh, né le 26 novembre 1903 et mort à une date inconnue, est un footballeur international belge qui joue au poste de gardien de but et effectue toute sa carrière au Daring Club de Bruxelles.

## Biographie
Louis Vandenbergh fait ses débuts en 1926 en tant que gardien de but dans l'équipe première du Daring, alors en première division, et décroche rapidement une place de titulaire. À partir de 1928, le jeune et prometteur Arnold Badjou, formé au club, devint un concurrent majeur pour lui. Dès lors, le club dispose de deux gardiens de but presque équivalents. Badjou joue les matches importants, tandis que Vandenbergh est aligné dans les rencontres de moindre importance.
Entre 1928 et 1933, Vandenbergh est sélectionné à onze reprises pour l'équipe nationale, également en alternance avec Badjou. Vandenbergh est aligné lors les rencontres amicales des Diables Rouges, tandis que son concurrent l'est pour les matches plus importants.
En 1933, Arnold Badjou a complètement supplanté Vandenbergh en tant que titulaire, tant au Daring qu'en équipe nationale, et Louis Vandenbergh cesse de jouer au football au plus haut niveau. Au total, il dispute 107 matches en première division.